# Мызжелово
Мызжелово — деревня в Киржачском районе Владимирской области России, входит в состав Кипревского сельского поселения.

## География
Деревня расположена на берегу реки Шередарь в 23 км на юг от центра поселения деревни Кипрево и в 21 км на юго-восток от райцентра города Киржач.

## История
В XIX — начале XX века деревня входила в состав Овчининской волости Покровского уезда, с 1926 года — в составе Александровского уезда. В 1859 году в деревне числилось 33 двора, в 1905 году — 44 двора, в 1926 году — 53 двора.
С 1929 года деревня являлась центром Мызжеловского сельсовета Киржачского района, с 1940 года — в составе Хмелевского сельсовета, с 1969 года — в составе Новоселовского сельсовета, с 2005 года — в составе Кипревского сельского поселения.

## Население
| 1859 | 1905 | 1926 | 2002 | 2010 | 2021 |
| ---- | ---- | ---- | ---- | ---- | ---- |
| 207  | ↗228 | ↗237 | ↘9   | ↗13  | ↘4   |